# Пулковское шоссе
Пу́лковское шоссе́ — шоссе в Московском и Пушкинском районах Санкт-Петербурга. Проходит от площади Победы до Волхонского шоссе, продолжая на юг Московский проспект. Далее продолжается Киевским шоссе. Протяжённость — 12,7 км.

## История
За свою практически трёхсотлетнюю историю шоссе и его отдельные части не раз переименовывались и носили следующие названия:
1. Перспективная или Першпективная дорога в Саарскую мызу (1725—1740)
2. Сарская дорога (1741—1771)
3. Царскосельская дорога (от пл. Победы до Пулкова) (1766 — кон. XIX в.)
4. Сарскосельская дорога (1763 — 1800-е гг.)
5. Киевское шоссе (1950-е гг. — 14 января 1974)
6. Пулковское шоссе (с 14 января 1974)

## География

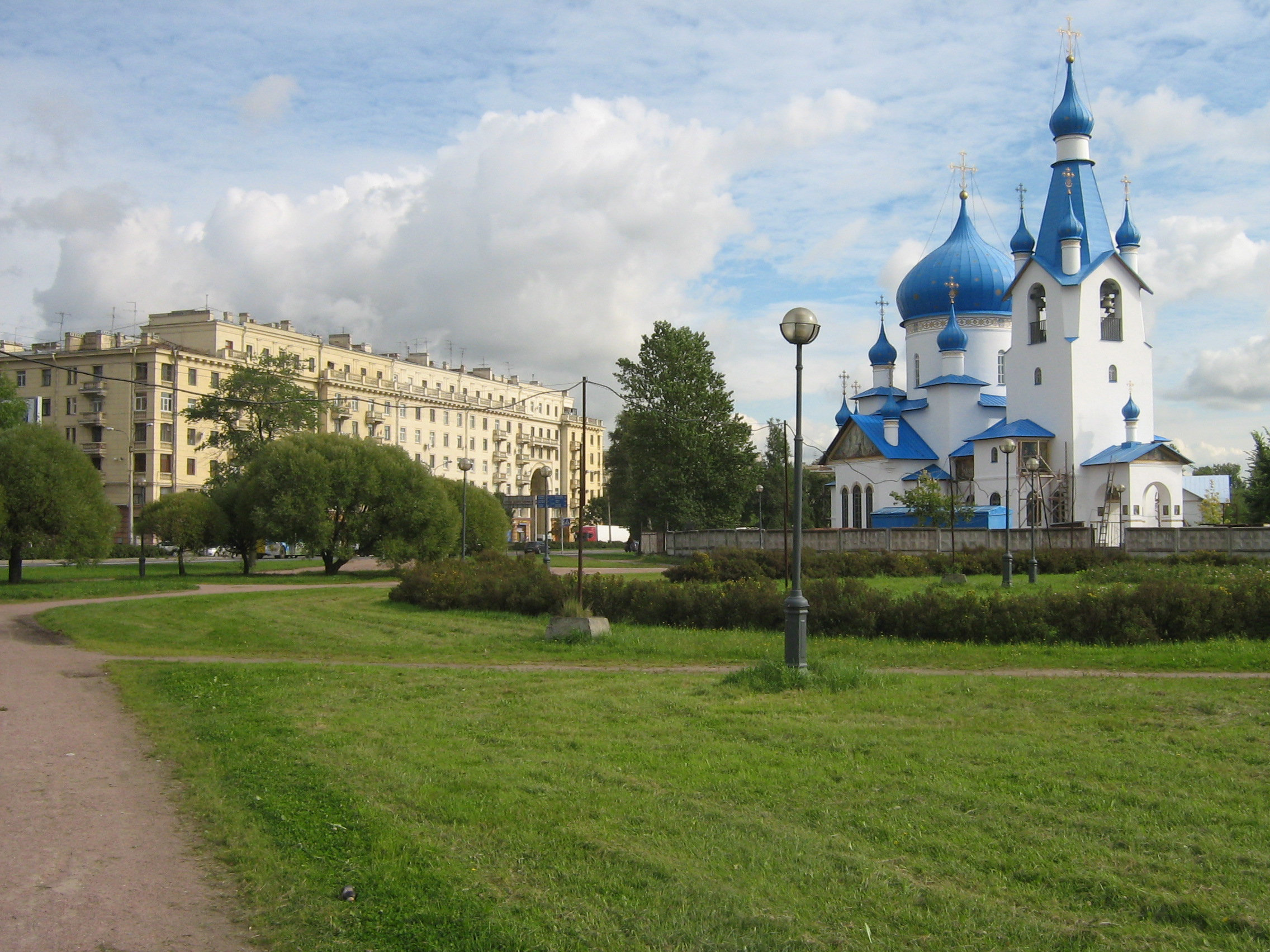
Пулковский парк

Территориально располагается между Московским и Таллинским шоссе. Отходит от площади Победы на юг строго по Пулковскому меридиану, затем огибает Пулковские высоты с востока, затем снова направляется на юг, доходя до границ Московского района которые заканчиваются Волхонским шоссе. Продолжением Пулковского шоссе за Волхонским шоссе в Пушкинском районе является Киевское шоссе, так же как и Пулковское входящее в состав трассы Р-23 (прежней номер М-20) и E 95.
Сразу за площадью Победы вдоль чётной стороны шоссе расположен Пулковский парк с озером, храмами и пешеходными дорожками. Южная граница парка проходит по Дунайскому проспекту, за которым по Пулковскому шоссе начинаются жилые массивы.
По нечётной стороне шоссе застройку вокруг площади Победы продолжает 87 квартал (1970—1980-е годы, дома 137 серии), южная граница которого проходит по Кубинской улице. Далее, до 5-го Предпортового проезда, вдоль шоссе, вместо снесённого в 2003 году тепличного комплекса «Лето», в 2005—2010 годах выстроен квартал торговых комплексов и гипермаркетов типа «О’Кей», «Оби», «Castorama» и других.
В 2011 года был открыт Волхонский путепровод на пересечении с Волхонским шоссе.
27 апреля 2017 года была открыта транспортная развязка Дунайского проспекта с Пулковским шоссе

## Реконструкция и развитие автодороги «Пулковское шоссе»

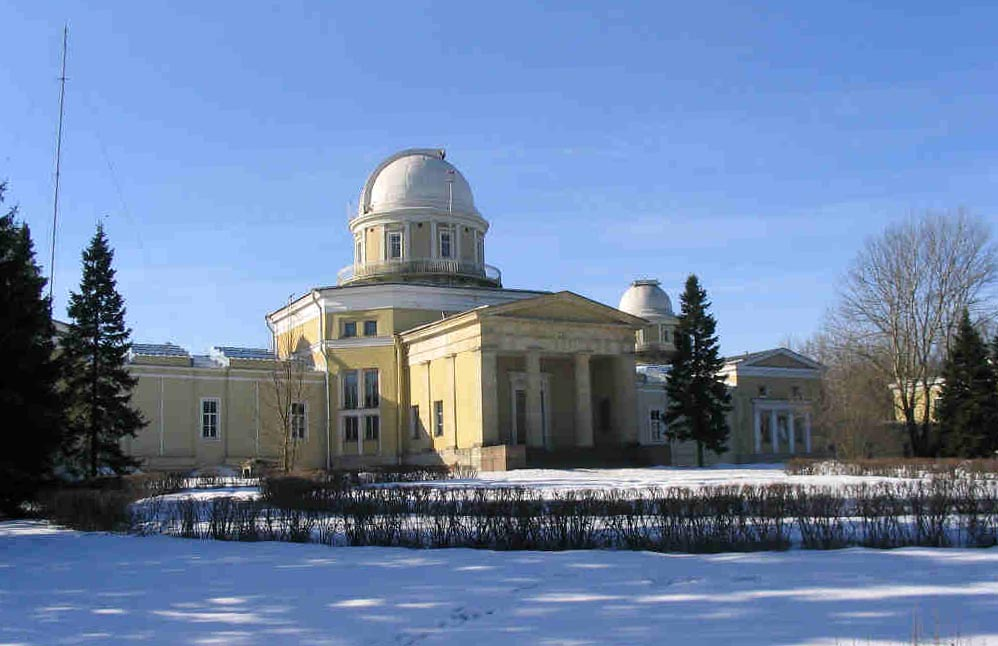
Здание Пулковской обсерватории

Начиная с середины 2000-х годов Пулковское шоссе интенсивно развивается, в последние 15 лет проведено множество работ.
30 октября 2009 года был открыт тоннель на пересечении Петербургского шоссе и Пулковского шоссе. Строительство тоннеля было начато в ноябре 2007 года, заказчиком выступил Комитет по благоустройству и дорожному хозяйству Санкт-Петербурга, генеральным проектировщиком - ООО «НИИПРИИ Севзапинжтехнология», генеральным подрядчиком – ЗАО «ПО «Возрождение». Строительство тоннеля было значительно осложнено залегающими близко к поверхности грунтовыми водами, а также объектом культурного наследия города Санкт-Петербурга "Фонтан со сфинксами"(1809 г., архитектор Ж.Ф Тома де Томон), проблема была решена путем использования дополнительных буросекущих и буронабивных свай. Сооружение имеет длину 515м, в том числе закрытая часть тоннеля 88,7м. Ширина проезжей части в тоннеле 9,50м, на круговой кривой предусмотрено уширение проезжей части до 10,3м.
30 декабря 2013 года закончена реконструкция автодороги М-20 «СПб-Киев» (Пулковское-Киевское шоссе) на участке от дороги на г. Пушкин до пос. Дони с сетями инженерно-технического обеспечения.
28 октября 2015 года произведены работы по созданию выделенной полосы для движения общественного транспорта. По заказу СПб ГКУ «Дирекция по организации дорожного движения Санкт-Петербурга» были произведены работы по установке дорожных знаков и нанесению дорожной разметки. Работы были произведены на участке протяженностью 5,5 километров, стоимость работ составила 1,5 миллиона рублей.

24 марта 2023 была произведена замена 236 источников света в системе наружного освещения, работы были выполнены в несколько этапов начиная с 2014 года. Исполнителем проекта выступил СПб ГБУ «Ленсвет». 

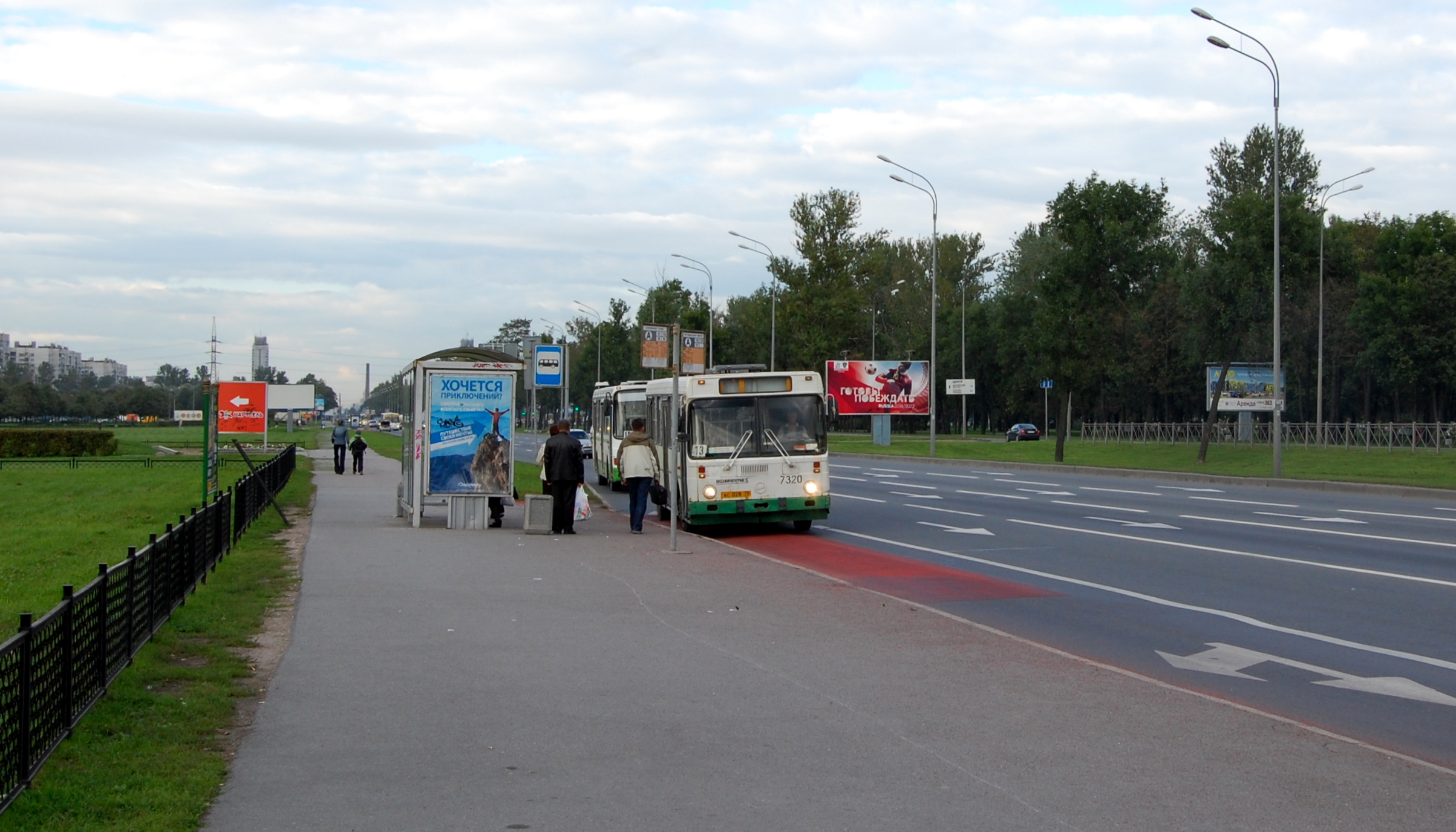
Вид в сторону площади Победы

## Транспорт
На пересечении с площадью Победы:
- Метро: «Московская» (840 м)
- Маршрутные такси: № 18, 18А, 100, 545
- Автобусы: № 3, 11, 13, 13А, 39, 39Э, 59, 64, 90, 141, 147, 150, 155, 156, 187, 187А, 243, 252, 263, 299, 301, 431
- Ж/д платформы: Предпортовая (2010 м)

На пересечении с Дунайским проспектом/(Внуковской улицей):
- Метро: «Звёздная» (1540 м)
- Маршрутные такси: № 18, 18А, 100, 545
- Автобусы: № 3, 13, 13А, 39, (82Э[11]), 90, 147, 150, 155, 156, 187, 187А, 232, 252, 263, 299, 301, 431
- Ж/д платформы: Предпортовая (1880 м), Аэропорт (1810 м)

На пересечении с Петербургским шоссе:
- Маршрутные такси: № К-18, 18А, 100, 545
- Автобусы: № 90, 147, 150, 155, 187, 232, 252, 299, 301, 431
- Ж/д платформы: Аэропорт (4 км)

На пересечении с Волхонским шоссе:
- Маршрутные такси: № К-18, 18А, 100
- Автобусы: № 147, 150, 155, 252, 301, 431
- Ж/д платформы: Александровская (2 км)

## Пересечения

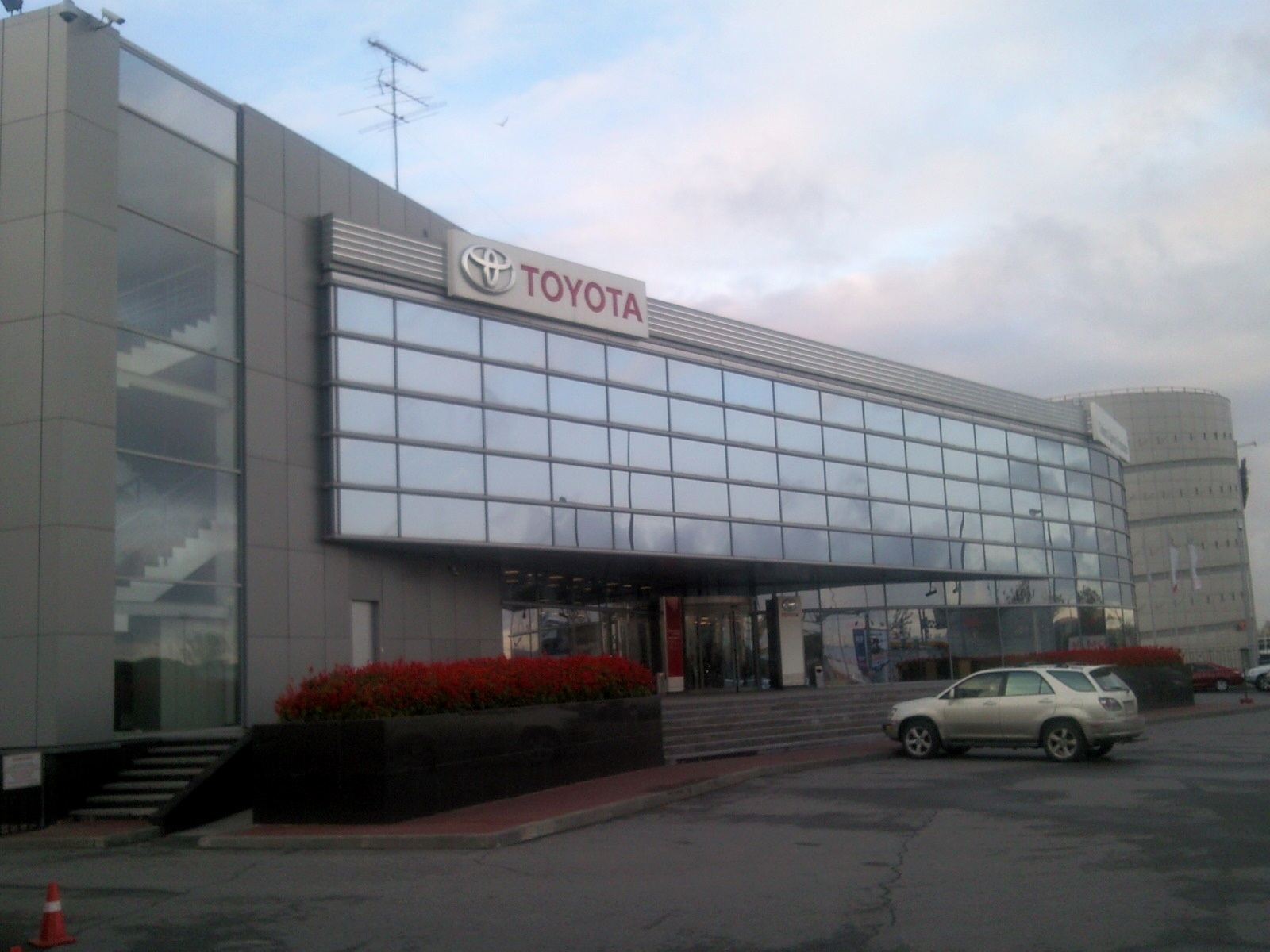
Автосалон на пересечении Внуковской и Шереметьевской улиц (фактически — на Пулковском шоссе)

- площадь Победы
- улица Галстяна
- Дунайский проспект (развязка)
- 5-й Предпортовый проезд
- Порховская улица
- КАД (развязка)
- Стартовая улица
- Внуковская улица
- дорога на Пулково-1 (развязка)
- Петербургское шоссе (развязка)
- Кокколевская улица (планируемое)
- Волхонское шоссе (развязка)
- Красносельское шоссе (развязка)